# Кросинг-овер
Кросинг-овер је размена генетичког материјала између несестринских хроматида хомологих хромозома. У пахитену профазе мејозе I долази до образовања хијазми (мостића) између несестринских хроматида, а затим до прекида на тим местима и међусобне размене одговарајућих делова – кросинг-овера.

## Везани гени
Сви гени на једном хромозому називају се везани гени. Они се у потомство преносе заједно и да не постоји кросинг-овер увек би се јављали у истим комбинацијама. Сваки организам има онолико група везаних гена колико износи његов хаплоидан број хромозома. Заједничко испољавање два или више гена који се налазе на истом хромозому назива се везано наслеђивање (корелативно наслеђивање).
У стварности, међутим, није довољно да се два гена налазе на истом хромозому да би се везано наслеђивали; да би се то десило они морају бити врло близу један до другог на истом хромозому. Уколико то није случај може доћи до њиховог рекомбиновања током кросинг-овера.

## Кросинг-овер и мапирање гена
У нормалној мејози свака хроматида одлази у посебан гамет. Гамети који садрже хроматиде које су размењивале делове називају се кросинг-овер гамети. Јединке које настају од таквих гамета називају се рекомбинанти.
Вероватноћа одигравања кросинг-овера између два гена на истом хромозому зависи од њиховог међусобног растојања. Што је то растојање веће и вероватноћа да ће доћи до кросинг-овера је већа и обратно. У геному човека постоје гени између којих је растојање толико мало да се практично кросинг-овер не одиграва. Такви скупови гена који се као целина преносе на потомство називају се хаплотипови. 
Чињеница да учесталост кросинг-овера зависи од растојања између гена користи се приликом мапирања гена на хромозому (одређивање места генима на хромозому). Генетичке мапе које се добијају на основу учесталости кросинг-овера дају нам увид о релативном положају гена на хромозомима. Растојање између два гена процењује се на основу броја кросинг-овер гамета на 100 гамета (у %). При томе 1% кросинг-овера представља јединицу растојања или центиморган (сМ), што значи да је 1сМ= 1%кросинг-овера.
Механизам вршења кросинг-овер може се најједноставније објаснити на примеру нека три везана гена обележена са А, В и С. На једном од хомологих хромозома налазе се сва три доминантна, а на другом сва три рецесивна алела ових гена што значи јединка је хетерозигот за сва три гена.
Кросинг-овер се може извршити:
- између гена А и В; при томе ће хроматиде међусобно разменити делове који садрже гене В и С па ће сада једна хроматида имати комбинацију Abc, а друга комбинацију aBC – види схему A на којој су те хроматиде обележене бројевима 2 и 3; гамети који буду добили те хроматиде биће кросинг-овер гамети, а они који добију хроматиде са комбинацијама ABC и abc биће нормални гамети (хроматиде нису учествовале у кросинг-оверу);

- између гена B и C, при чему ће хроматиде разменити делове који садрже ген C па ће једна хроматида имати комбинацију ABc, а друга комбинацију abC –види схему B;

- vдвоструки кросинг-овер, који се дешава између гена А и B и између гена B и C истовремено; при двоструком кросинг-оверу настају хроматиде са следећим комбинацијама алела : AbC и aBc - види схему C.

Из ових објашњења се види да хетерозиготна особа за три везана гена може да образује 8 типова гамета који се разликују по комбинацијама алела:
- ABC,
- abc,
- Abc,
- aBC,
- ABc,
- abC, *
- AbC и
- aBc.

Прва два типа гамета су нормални, а остали су кросинг-овер гамети. Дакле, кросинг-овер омогућава да се везани гени комбинују исто као и слободни гени. 
Да би се утврдило растојање између везаних гена неопходно је да се изврши тзв. повратно укрштање, односно да се хетерозиготна јединка за две или више везане особине укрсти са рецесивним хомозиготом. Ако се у потомству не јаве рекомбинантни потомци већ само они који личе на родитеље, то значи да до кросинг-овера не долази и да су ти гени јако близу један другом.
Ако се, пак, у потомству јаве и рекомбинантне јединке у одређеном проценту тај проценат представља % кросинг-овера односно растојање између гена.

## Везани гени човека
У човека, женски пол има 23 групе везаних гена (22 аутозома и један X хромозом), а мушки 24 групе (22 аутозома + X + Y хромозом).
Мада је мапирање гена човека отежано чињеницом да се код људи не могу обављати контролисана укрштања и да ми имамо мали број потомака (да би се открила рекомбинација потребно је анализирати велики број потомака) генетичке мапе начињене су и за нашу врсту. 
Неке од метода које се за то користе су : 
- анализа родослова (тако се мапирају гени на X хромозому),
- хибридизација ДНК између телесних ћелија човека и других сисара,
- генетички инжењеринг и др.

Данас постоји детаљна мапа људског генома која је добијена на основу различитих метода молекуларне биологије.
Најчешће спомињаних везаних и слободних гена чија су места на хромозомима одавно позната: 
- на хромозому бр. 9 налазе се ген за АВО систем крвних група и ген за синдром  нокти – чашица (удаљени су међусобно 10 сМ).
- На X хромозому се налазе гени за хемофилију и далтонизам (растојање између њих је 12 сМ).
- Ген за Rh систем крвних група налази се на хромозому бр. 1;
- ген за MN систем на другом хромозому;
- на шестом је група гена HLA-система од кога зависи отпорност према многим болестима;

- ген за инсулин је на хромозому бр. 11,
- ген за хормон раста на хромозому 17.